# ZbV
z. b. V (أيضا zb V. ZBV، ZBV، وZBV) هو اختصار ألماني لعبارة zur besonderen Verwendung،  أو بدلا من عبارة zur besonderen Verfügung. 

## ترجمة
تشمل ترجمة العبارات zur besonderen Verwendung وzur besonderen Verfügung:
- «للنشر الخاص».[4]
- «للواجبات الخاصة».[5]

## الاستخدامات

### الاقتصاد
خلال الحرب العالمية الثانية، تلقت بعض الشركات الألمانية التي تسيطر عليها الدولة في الاقتصاد المدني والعسكري التعيين ZB V.

### الفيرماختالألماني
في الفيرماخت، القوات المسلحة الألمانية خلال الحرب العالمية الثانية، تم تعيين موظفي هيئة الأركان z. b. V دون القوات القتالية التابعة لها. وضع هؤلاء الموظفون إما في الاحتياط العام أو في احتياطيات جيوش معينة أو مجموعات عسكرية، في انتظار تفعيلهم كعاملين في وحدات قتالية جديدة. كان لدى القوات الجوية الألمانية z. b. V.مماثلة: أغراض الدفاع الجوي الإقليمية، Luftgaustäbe.